# 比較方言学
比較方言学（ひかくほうげんがく）とは、歴史言語学の比較方法を（同一言語内の）方言どうしに適用しようとする研究分野。言語史研究の一分野である比較言語学にならって作られた術語である。この場合の「比較」とは単に2つ以上のものをくらべることではなく、2つ以上の言語体系をつきあわせて、共通の祖先にあたる言語体系（祖語・祖方言）を再構することを意味する。できるだけ古い体系どうしに比較方法を適用して、さらに古い段階を復元するもので、琉球方言や東北方言と古語の音韻体系に適用して、日本語祖語にあたる段階を知ろうとする分野である。

## 言語地理学との区別
「比較方言学」を提唱したのは北条忠雄で、万葉集東あずま歌・防人さきもり歌に伝えられている奈良時代東国方言を、当時の中央語と比較した。金田一春彦は、更に進めて、言語地理学と対比する形で比較方言学の性質を明らかにした。二つの分野には次のような相異点があげられる。
1. 言語地理学は、言語外の情報（地域の文化的中心地、交通路その他）を考慮するが、比較方言学では、言語体系そのものに着眼して、どのような祖形から別れ出たかを考える。
2. 言語地理学では語彙に関心を注ぐが、比較方言学では、音韻やアクセント等の言語の「根幹的部分」に着目する。
3. 言語地理学では、方言差の説明に、文化的中心地からの伝播、つまりは他体系からの借用を考えるが、比較方言学では、音韻の規則的変化を第一の前提とし、それをくずすものとしての文法的類推を考え、それで説明がつかない場合に借用を想定する。

## 日本語の方言への適用
日本語の方言への適用として、アクセントは、比較方言学の絶好の舞台である。全国的分布に、言語地理学でいうような「方言周圏論」的発想はあてはまりにくく、文化的中心地が古いという「逆周圏論」があてはまる。比較言語学では、音が分化した理由が不明のときは、むしろ分かれている状態を古いものと見て、合一して区別がなくなる方向への変化があったと考える。つまり、甲種（京阪式）アクセントが古い状態を保っていて、乙種（東京式）アクセントはそれより新しい段階で、一型アクセントは更にそれらが（様々の段階を経て）くずれた段階と見うる。比較方言学の方法は、（アクセントを除いた）音韻面にも適用できる。